# Quartel do 1º Batalhão de Infantaria
O Quartel do Primeiro Batalhão de Infantaria de Belém, atualmente conhecido como Complexo Histórico Tiradentes, é uma construção arquitetônica localizada no bairro do Reduto, na confluência da rua Gaspar Viana com a avenida Assis de Vasconcelos. O prédio histórico foi tombado em 1984 pelo Departamento de Patrimônio Histórico Artístico e Cultural do Estado do Pará.

## Histórico
O prédio, cuja construção foi iniciada em 1849 no período pós-Cabanagem, passou a abrigar as tropas da Polícia Militar do Estado do Pará a partir de 1854, e tornou-se palco de ações históricas, como a partida dos combatentes para as guerras do Paraguai e Canudos.

## Reforma
O conjunto arquitetônico ficou abandonado por cerca de 5 anos, depois de ter sido desocupado pela Polícia Militar, e a partir de 2017 passou por um amplo processo de reforma financiado pelo governo do estado. A restauração foi executada em duas etapas, sendo a primeira terminada em setembro de 2018 e a segunda em 2019, com a reparação da parte histórica e a inauguração do Complexo Histórico Tiradentes.

## Complexo Histórico Tiradentes
Inaugurado em 10 de outubro de 2019, o Complexo Histórico Tiradentes ocupa o espaço do antigo Quartel do Primeiro Batalhão de Infantaria e passou a abrigar o 2º Batalhão da Polícia Militar, o Comando do Policiamento da Capital I, o 28º Batalhão, o Museu da PM e a Companhia Independente de Polícia Turística (Ciptur).